# 原锥蜗牛
原锥蜗牛（学名：Subulina octona），又称圆锥蜗牛，是柄眼目玛瑙螺科钻头螺亚科钻头螺属的一种。

## 分佈
主要分布于越南、印度尼西亚、台湾，常栖息在为落叶覆盖较为潮湿的腐殖质土底，陆生。

## 外部連結
- 維基物種上的相關：原锥蜗牛